# Mij niet eens gezien
Mij niet eens gezien is een lied van het Nederlandse dj-trio Kris Kross Amsterdam, rapper Lil' Kleine en zangeres Yade Lauren. Het werd in 2020 als single uitgebracht.

## Achtergrond
Mij niet eens gezien is geschreven door Bas van Daalen, Guus Meeuwis, Jordy Huisman, Jorik Scholten, Joren van der Voort, Jade Lauren Clevers, Jan Willem Rozeboom, Sander Huisman en Yuki Kempees en geproduceerd door Van Daalen, Van der Voort en Kris Kross Amsterdam. Het is een nummer uit de genres nederhop en nederpop. Het lied is een bewerking van het nummer Toen ik je zag van Hero, een personage gespeeld door Antonie Kamerling. Er is bij de bewerking, naast de andere titel, een rap stuk toegevoegd en een anno 2020 moderne beat er onder gezet. De artiesten van Kris Kross Amsterdam noemden het nummer een ode aan de in 2010 overleden Kamerling. Voor het bewerken van het nummer had Kris Kross Amsterdam aan zowel Guus Meeuwis, een van de schrijvers van het lied, als aan Isa Hoes, de weduwe van Kamerling, toestemming gevraagd. Ondanks dat ze het lied in een moderner jasje staken, wilden ze niet de "kwetsbaarheid ervan geweld aan doen".
In de bijbehorende muziekvideo zijn actrice Abbey Hoes en Merlijn Kamerling, de zoon van Isa Hoes en Antonie Kamerling, te zien en wordt ook kort een scene getoond waarin wordt herinnerd aan Antonie Kamerling. 
Op de single is naast het het lied zelf op de A-kant, een instrumentale versie van het nummer op de B-kant te vinden.

## Hitnoteringen
De artiesten hadden succes met het lied in Nederland. Het piekte op de vierde plaats van de Single Top 100 en stond negentien weken in deze hitlijst. In de Top 40 kwam het tot de negentiende plaats in de zes weken dat het in de lijst te vinden was.